# Franz Taschek
Franz Taschek (20. ledna 1808 České Budějovice – 3. června 1867 Vídeň) byl rakouský a český právník, velkostatkář a politik německé národnosti, v 60. letech 19. století poslanec Českého zemského sněmu a Říšské rady.

## Biografie
Byl synem statkáře Antona Taschka. Profesí byl právník, advokát. Vystudoval Karlo-Ferdinandovu univerzitu v Praze, kde 3. června 1831 získal titul doktora práv. Jeho spolužákem byl další českoněmecký politik Johann Kiemann.
Až do své smrti měl titul dvorního rady nejvyššího soudu ve Vídni. Byl viceprezidentem komise pro kontrolu státního dluhu. Patřil mezi velké pozemkové vlastníky. Patřil mu zemský deskový statek Štěchovice na Strakonicku.
Po obnovení ústavního života v Rakouském císařství počátkem 60. let 19. století se zapojil i do zemské a celostátní politiky. V zemských volbách v Čechách v roce 1861 byl zvolen ve velkostatkářské kurii za nesvěřenecké velkostatky do Českého zemského sněmu. Mandát obhájil ve volbách roku 1867, nyní za kurii venkovských obcí, obvod Děčín – Benešov – Česká Kamenice. V téže době také zasedal v Říšské radě (celostátní zákonodárný sbor), kam ho vyslal zemský sněm roku 1861 (tehdy ještě Říšská rada nevolena přímo, ale tvořena delegáty jednotlivých zemských sněmů). V zákonodárných sborech měl reputaci odborníka na finanční otázky. Působil jako zpravodaj při rozpočtových debatách.
Za své zásluhy získal v březnu 1867 Císařský rakouský řád Leopoldův (rytířský kříž). 28. května 1867 byl povýšen do šlechtického stavu. Již v březnu 1867 se ovšem uvádí jako nemocný a právě zdravotní stav mu znemožnil pokračování v politické dráze. Mandát v zemském sněmu získaný v lednu 1867 již fakticky nevykonával a v brzy poté vypsaných nových zemských volbách v březnu 1867 již na vlastní přání nekandidoval. Trpěl rakovinou jater, které podlehl v červnu 1867.

### Osobní život
S manželkou Marií, rozenou Traurigovou, měl dva syny: Franz Taschek a Carl "Carlos" Taschek (1847 - 1903).